# جنیفر گیلمور
جنیفر گیلمور (انگلیسی: Jennifer Gilmore؛ زادهٔ ۱ ژانویهٔ ۱۹۷۰) رمان‌نویس آمریکایی است.

## زندگی‌نامه
جنیفر به همراه همسر نقاش خود پدرو باربیتو و پسرش در بروکلین نیویورک زندگی می‌کند. او مدرک بی‌ای خود را در سال ۱۹۹۲ از دانشگاه برندایس دریافت کرد.

## آثار
- کشور طلایی, اورلاندو: هارکورت، ۲۰۰۷ شابک ‎۹۷۸۰۱۵۶۰۳۴۳۷۱, اُسی‌ال‌سی ۸۵۷۸۳۴۵۵
- یک چیز قرمز، بوستون: کتابهای مارینر، ۲۰۱۰شابک ‎۹۷۸۰۵۴۷۵۴۹۴۲۲, اُسی‌ال‌سی ۶۴۷۷۷۲۱۷۵[۲]
- مادران., اسکرایبنر، ۲۰۱۴. شابک ‎۹۷۸۱۴۵۱۶۹۷۸۶۵, اُسی‌ال‌سی ۸۶۲۳۴۸۱۱۳[۳][۴][۵][۶]
- اگر فقط, نیویورک، نیویورک: هارپرتن، ۲۰۱۸شابک ‎۹۷۸۰۰۶۲۳۹۳۶۳۰, اُسی‌ال‌سی ۱۰۰۸۹۸۳۹۵۷[۷]

کتاب مادران
کتاب اگر فقط